# Danny Wood
Danny Wood, född Daniel William Wood 14 maj 1969 i Boston, Massachusetts, USA, är en amerikansk sångare och musikproducent, mest känd som en av medlemmarna i New Kids on the Block. Han har även släppt album som soloartist och driver ett eget skivbolag, Damage Records.

## Diskografi (urval)
Soloalbum
- 1999 – Room Full of Smoke (som D-Fuse)
- 2003 – Room Full of Smoke, Vol. 2 (som D-Wood)
- 2003 – Second Face
- 2003 – O.F.D: Originally From Dorchester (Acoustic tour exclusive)
- 2008 – Coming Home
- 2009 – Stronger: Remember Betty
- 2016 – Look at Me

Singlar
- 2003 – "What If"
- 200 – "When the Lights Go Out"
- 2003 – "Different Worlds"
- 2015 – "Look at Me"
- 2015 – "Endlessly (Betty's Wish)"